# Редлендс (Каліфорнія)
Редлендс (англ. Redlands) — місто (англ. city) в США, в окрузі Сан-Бернардіно штату Каліфорнія. Населення — 73 168 осіб (2020).

## Географія
Редлендс розташований за координатами 34°3′6″ пн. ш. 117°10′15″ зх. д. / 34.05167° пн. ш. 117.17083° зх. д. (34.051642, -117.170862). За даними Бюро перепису населення США в 2010 році місто мало площу 94,34 км², з яких 93,56 км² — суходіл та 0,78 км² — водойми.

## Демографія
Згідно з переписом 2010 року, у місті мешкало 68 747 осіб у 24 764 домогосподарствах у складі 17 062 родин. Густота населення становила 729 осіб/км². Було 26634 помешкання (282/км²).
Расовий склад населення:
| - 69,0 % — білих - 7,6 % — азіатів - 5,2 % — чорних або афроамериканців - 0,9 % — корінних американців - 0,3 % — вихідців з тихоокеанських островів - 12,0 % — осіб інших рас |

До двох чи більше рас належало 4,9 %. Частка іспаномовних становила 30,3 % від усіх жителів.
За віковим діапазоном населення розподілялося таким чином: 23,7 % — особи молодші 18 років, 63,2 % — особи у віці 18—64 років, 13,1 % — особи у віці 65 років та старші. Медіана віку мешканця становила 36,2 року. На 100 осіб жіночої статі у місті припадало 90,9 чоловіків; на 100 жінок у віці від 18 років та старших — 87,3 чоловіків також старших 18 років.
Середній дохід на одне домашнє господарство становив 90 743 долари США (медіана — 65 212), а середній дохід на одну сім'ю — 105 603 долари (медіана — 83 333). Медіана доходів становила 58 333 долари для чоловіків та 50 497 доларів для жінок. За межею бідності перебувало 14,3 % осіб, у тому числі 18,2 % дітей у віці до 18 років та 10,8 % осіб у віці 65 років та старших.
Цивільне працевлаштоване населення становило 30 003 особи. Основні галузі зайнятості: освіта, охорона здоров'я та соціальна допомога — 37,6 %, роздрібна торгівля — 11,8 %, науковці, спеціалісти, менеджери — 9,5 %.

## Персоналії
- Брайон Джеймс (1945—1999) — американський актор.